# Trouble Will Find Me
Trouble Will Find Me je šesté studiové album americké indierockové skupiny The National. Vydáno bylo v květnu roku 2013 společností 4AD a jeho producenty byli bratři Aaron a Bryce Dessnerovi. Deska se umístila na třetím místě hitparády Billboard 200 a v několika zemích se stala zlatou. Byla nominována na cenu Grammy.

## Seznam skladeb
Autory všech skladeb jsou Matt Berninger a Aaron Dessner, pokud není uvedeno jinak.
1. I Should Live in Salt – 4:08
2. Demons – 3:32
3. Don't Swallow the Cap (Berninger, A. Dessner, Bryce Dessner) – 4:46
4. Fireproof – 2:58
5. Sea of Love – 3:41
6. Heavenfaced (Berninger, B. Dessner) – 4:23
7. This Is the Last Time (Berninger, A. Dessner, B. Dessner) – 4:43
8. Graceless – 4:35
9. Slipped – 4:25
10. I Need My Girl – 4:05
11. Humiliation (Berninger, A. Dessner, B. Dessner) – 5:01
12. Pink Rabbits – 4:36
13. Hard to Find (Berninger, B. Dessner) – 4:13

## Obsazení
The National
- Matt Berninger – zpěv
- Aaron Dessner – kytara, klávesy, vibrafon, harmonika
- Bryce Dessner – kytara, klávesy, orchestrace
- Scott Devendorf – baskytara
- Bryan Devendorf – bicí, perkuse

Ostatní hudebníci
- Tim Albright – pozoun
- Hideaki Aomori – klarinet, basklarinet
- Mike Atkinson – lesní roh
- Thomas Bartlett – klavír, klávesy
- Claire Bryant – violoncello
- Caleb Burhans – viola
- Erwan Castex – programování, elektronika
- Annie Clark – doprovodné vokály
- Logan Coale – kontrabas
- Sharon Van Etten – doprovodné vokály
- Alan Ferber – pozoun
- Nona Marie Invie – doprovodné vokály
- Benjamin Lanz – pozoun
- Alicia Lee – basklarinet
- Rob Moose – housle
- Nico Muhly – celesta
- Beth Myers – viola
- Dave Nelson – pozoun
- Padma Newsome – housle, viola
- Yuki Numata – housle
- Richard Reed Parry – kontrabas, kytara, klavír, doprovodné vokály
- Kyle Resnick – trubka, doprovodné vokály
- Ben Russell – housle
- Caroline Shaw – housle
- Nadia Sirota – viola
- Brian Snow – violoncello
- Alex Sopp – flétna
- Sufjan Stevens – klavír, syntezátor, bicí automat
- Jeremy Turner – violoncello